# Charlotte Beaumont
 (juin 2016).
Si vous disposez d'ouvrages ou d'articles de référence ou si vous connaissez des sites web de qualité traitant du thème abordé ici, merci de compléter l'article en donnant les références utiles à sa vérifiabilité et en les liant à la section « Notes et références ».
Charlotte Beaumont est une actrice anglaise née le 28 juillet 1995 à Watford au Royaume-Uni. Elle est connue pour son rôle de Chloé Latimer dans la série Broadchurch.

## Filmographie

### Télévision
- 2010 - 2015 : Holby City : Dora Wright / Tammy Riley (2 épisodes)
- 2010 : Doctors : Daisy Wakefield (1 épisode)
- 2010 : EastEnders : Tasha (4 épisodes)
- 2012 : Skins : Cheska (1 épisode)
- 2013 - 2017 : Broadchurch : Chloé Latimer
- 2013 : Coming Up : Hellie (1 épisode)
- 2015 : Waterloo Road : Kenzie Calhoun (10 épisodes)
- 2016 : Inspecteur Barnaby : Helena Pitt (1 épisode)
- 2016 : Obsession: Dark Desires : Janice (1 épisode)

### Cinéma
- 2010 : Sex & Drugs & Rock & Roll de Mat Whitecross : Jemima Dury
- 2012 : 6 Bullets de Ernie Barbarash : Becky Fayden
- 2015 : Jupiter : Le Destin de l'univers de Les Wachowski : Kiza
- 2016 : Butterfly Kisses de Rafael Kapelinski : Amy
- 2016 : The Windmill Massacre de Nick Jongerius